# 內政部 (巴基斯坦)
內政部（wazarat-e-dakhla，简称MoI）是巴基斯坦政府的一个部，主要负责维护国内安全和国内政策。
该部由内政部长和內政大臣领导。内政部长是第22級的官员，而内政大臣是联邦内阁的主要成员。內政部部设在伊斯兰堡。
部长必须是议会成员。在阿尤布·汗和叶海亚·汗将军的军事政权期间，从1962年到1971年，内政部长（Interior Minister）被称为Home Affairs Minister。